# Chińska szkatułka
Chińska szkatułka (ang. Chinese Box) – amerykańsko-japońsko-francuski film fabularny z 1997 roku w reżyserii Wayne'a Wanga.

## Obsada
- Jeremy Irons jako John
- Gong Li jako Vivian
- Maggie Cheung jako Jean
- Michael Hui jako Chang
- Rubén Blades jako Jim
- Jared Harris jako William
- Chaplin Chang jako bezdomny
- Noel Rands jako przyjaciel Johna na przyjęciu noworocznym
- Emma Lucia jako Amanda Everheart
- Ken Bennett jako Rick
- Russell Cawthorne jako mistrz ceremonii (na przyjęciu noworocznym)
- Emotion Cheung jako William Wong
- Harvey Stockwin jako Weeks
- Jonathan Midgley jako Jonathan
- Bruce Walker jako Bruce
- Angelica Lofgren jako Baby-Lin
- Dr. Julian Chang jako Dr. Chang
- Jian Rui Chao jako biznesmen (nr 1)
- Wai Sing Chau jako biznesmen (nr 2)
- Hung Lo jako biznesmen (nr 3)
- Shirley Hung jako dziewczyna (nr 1)
- Michelle Yeung jako dziewczyna (nr 2)
- Alex Ng jako pijany śpiewak karaoke
- Chiu Wah Lee jako pasażer minibusa
- Maria Cordero jako Mamasan
- Pao Fong jako ojciec chrzestny
- Hui Fan jako żona ojca chrzestnego
- Lam Man Cheung jako fotograf ślubny
- Lee Siujakokei jako gangster (nr 1)
- Leung Chi On jako gangster (nr 2)
- Tse Yuen Fat jako gangster (nr 3)
- Josie Ho jako Lilly